# Chalybion spinolae
Chalybion spinolae är en biart som först beskrevs av Amédée Louis Michel Le Peletier de Saint-Fargeau 1845.
Chalybion spinolae ingår i släktet Chalybion och familjen grävsteklar.

## Underarter
Arten delas in i följande underarter:
- Chalybion spinolae rufopictum
- Chalybion spinolae saussurei
- Chalybion spinolae spinolae